# Norberg (gemeente)
Norberg is een Zweedse gemeente in Västmanland. De gemeente behoort tot de provincie Västmanlands län. Ze heeft een totale oppervlakte van 451,5 km² en telde 5949 inwoners in 2004.

## Plaatsen
- Norberg (plaats)
- Karbenning
- Bjurfors